# Ancestralité
 (avril 2013).
Si vous disposez d'ouvrages ou d'articles de référence ou si vous connaissez des sites web de qualité traitant du thème abordé ici, merci de compléter l'article en donnant les références utiles à sa vérifiabilité et en les liant à la section « Notes et références ».
L'ancestralité est une des grandes religions du monde à l'instar du judaïsme, du christianisme, de l'islam, de l'hindouisme, du bouddhisme, du shintoïsme et du taoïsme. C'est une religion par sa foi, sa liturgie et sa discipline. Ce n'est pas une religion révélée.

## Localisation
L’ancestralité est la religion la plus répandue en Afrique subsaharienne, dans les îles de l'Océan Indien et en Amérique dans les communautés afro-américaines. Toutes les cultures de l'Afrique subsaharienne et des îles de l'Océan Indien baignent dans la religion de l’ancestralité.

## Description

### Ethnothéisme
L'ancestralité est une religion fondée sur la croyance en l'existence des ancêtres, en la communion avec les ancêtres, d'une vie après la mort, des rapports entre les vivants et des morts, en la vie après la mort. 
L'ancestralité africaine repose sur la croyance en en un dieu-souche, l'Ancêtre des ancêtres, le Proto-Ancêtre et Source de toute vie. Le vivant reçoit la vie de ses ancêtres biologiques connues et ces derniers le marquent d'une empreinte indélébile par la transmission de l'héritage génétique pour toute sa vie. C'est cet héritage qui pousse l'homme à rester lié à son origine et à ses ancêtres. C'est en suivant la voie de la transmission de la vie qu'on arrive à ce dieu, l'Ancêtre des ancêtres, le Proto-Ancêtre, l'origine de l'être. Les ancêtres deviennent ainsi des intermédiaires entre les vivants et Dieu, l'Ancêtre des ancêtres, le Proto-Ancêtre. Ils ont puisé la vie en Dieu et l'ont communiquée à leurs descendants. Ce sont des canaux de transmission de la vie de Dieu, source de toute vie, aux vivants. Les vivants lui rendent un culte à travers les ancêtres. Comme chaque famille a ses ancêtres, le culte des ancêtres est un culte familial célébré par le chef de famille. Le sacerdoce est une des fonctions patriarcales du chef de famille.
L'ancestralité est une religion essentiellement domestique, familiale, clanique en toute sa composition, qui n'est pas de nature à s'exporter et n'est pas d'essence missionnaire. C'est une religion ethnique ou nationale pour tout peuple, qui a pris différents noms tout au long de l'histoire : paganisme, fétichisme, animisme, cultes barbares, religions indigènes, religions ancestrales, religions traditionnelles africaines etc.

### Profession de foi
Malgré les différentes figures de l’ancestralité qui puissent exister, elle s’affirme par l’unité de ses dogmes :
- la croyance en un Dieu unique et créateur
- la croyance en un Être Suprême qui se dévoile par une théogonie
- la croyance en la vie après la mort
- la centralité de l’homme dans la quête du spirituel
- la centralité de la notion de l’ancêtre
- la primauté de la notion de vitalité
- la sacralité de la vie
- la sacralité de l’unicité
- la sacralité de l’univers
- l’unicité de l’être
- la vision communautaire et hiérarchique de l’être
- la sacralité de la fécondité
- la sacralité de la vision manichéenne du monde
- la sacralité de l’harmonie et de la communion.

## Structures et organisation
L’ancestralité est une religion héréditaire, familiale, clanique. Il pénètre toutes les dimensions de la vie sans instaurer des coupures entre le sacré et le profane, le spirituel et le temporel, le naturel et le surnaturel, le monde visible et le monde invisible. C'est une religion globalisante qui envahit tous les secteurs de la vie.
L'ancestralité est une religion de la vie, et la vie est un tout organisé avec une stratification de puissances spécialisées. Il présente un système de relation et de correspondance qui va donner cohérence à l’univers entier. Une harmonie universelle existe par la participation de toutes choses à l’énergie vitale du monde. Cette énergie, cette puissance qui vient de Dieu est distribuée selon un ordre descendant d’abord aux esprits et ensuite aux vivants selon l’ordre de préséance établi, d’abord aux anciens du clan, aux chefs de famille et enfin à tous les membres de la famille. C’est ce principe de participation qui est le fondement de la communion des êtres. 
La tâche des humains consiste à endiguer au maximum le mal, la maladie, l’échec, le malheur tout doit concourir au bonheur, au bien, à la réussite de l’homme, à la célébration, à l’épanouissement et à l’explosion de la vie. Le devoir primordial de l’homme est de lutter contre la dégradation de la vie au niveau individuel et communautaire. L’homme doit chercher toujours à protéger la vie, à faire accroître la vie, à avoir une vie féconde dans tous les secteurs de la vie (physique, spirituelle, matérielle, sociale, morale, intellectuelle, …). D’où l’importance de l’ascèse, l’abstinence, la mortification, la maîtrise de soi, en un mot de la discipline personnelle et communautaire dans la quête d’une vie féconde. La discipline personnelle vise le mieux être, l’harmonie entre le corps et l’esprit, l’extérieur et l’intérieur, le physique et le mental, l’individuel et le communautaire sur la voie de la quête de la communion. L’homme est un être en quête de la communion, communion avec soi-même, avec autrui, avec la communauté, avec la nature, avec le monde invisible. L’homme est un être en quête du bonheur ici-bas et non dans l’au-delà. Ainsi, le culte de fécondité est un moment de renouvellement de l’être, de réappropriation de soi pour un nouvel élan dans la quête du bonheur.
Comme dit plus haut, l’ancestralité africaine ne connaît pas de séparation entre le sacré et le profane, le spirituel et le temporel, le naturel et le surnaturel, le monde visible et le monde invisible. Tous les éléments de l’univers sont en résonance : le monde de la nature n’est pas coupé de celui de l’homme. D’une part les forces spirituelles peuvent pénétrer de nombreux éléments de l’environnement. D’autre part, les défunts ne partent pas vers un monde lointain et inatteignable : ils sont présents au côté des vivants, les attaquent ou les protègent en même temps qu’ils en dépendent. C’est la raison d’être du culte des ancêtres en tant que moment de communion entre les vivants et les défunts de la famille. Il y a donc une interaction entre le monde visible et le monde invisible, d’où le fait que les cultes de l’ancestralité africaine ont pour but principal de « promouvoir dans l’ordre le fonctionnement de l’univers qui comporte la préservation et la conservation des individus et de la collectivité dans leurs biens spirituels ou matériels ».
L’ancestralité africaine est un monothéisme car elle professe la foi en un Dieu unique. Le Dieu de l’ancestralité africaine est un Dieu immanent qui se manifeste dans l’histoire de chaque individu, famille, clan et peuple. C'est un Dieu transcendant que l’homme ne peut pas s’approprier et enfermer dans son expérience historique personnelle. C’est un Dieu unique et universel pour tous les humains mais qui s’est manifesté et se manifeste à travers l’histoire de tous les groupes humains et de tous les peuples. C’est pourquoi l’histoire de chaque peuple devient le lieu de ses mémoires d’alliance avec Dieu. C’est le Dieu de l’histoire et des histoires de chaque peuple. C’est pourquoi, par respect des singularités des histoires de peuples, l’ancestralité africaine est une religion nationale qui n’a pas d’ambition universaliste et conquérante. C'est une religion respectueuse de l’histoire et de chaque histoire particulière. Le respect de l’autre et de son histoire est un des principes fondamentaux de l’ancestralité africaine, le principe du respect de la diversité. Le respect de la diversité est le fondement même de la tolérance religieuse et de la cohabitation pacifique entre différents peuples et cultures, de la coexistence pacifique entre différents courants de pensées ou de croyances dans la société.
L’ancestralité africaine est un monothéisme fondé sur la foi en un seul Dieu qui se manifeste en actes. Le Dieu de l’ancestralité africaine est innommable car nommer ou accorder un nom, c’est faire exister un être dans l’univers de sens et circonscrire son périmètre de compréhension. C’est un exercice d’appropriation intelligible de la réalité par l’intellect qui conduit à la dénomination ou la domination conceptuelle. Or Dieu est au-delà des concepts humains réducteurs. Il est l’Innommable ! Le Dieu de l’ancestralité africaine est innommable par les hommes car personne ne le connaît réellement tel qu’il est. C’est un Dieu qui transcende tout. C’est pourquoi il est l’Absolu. Les hommes peuvent le nommer par ses attributs qui définissent les manifestations de ses actes selon leurs croyances. Ainsi est-il nommé par plusieurs « noms-attributs ».
L’ancestralité africaine est une religion essentiellement familiale, clanique et nationale, car elle unit la famille à Dieu par la voie des ancêtres, et le peuple à son Dieu par la voie de ses héros fondateurs, les ancêtres de la nation. Entre Dieu et les hommes, il y a les ancêtres qui sont les vecteurs de la vie. Le Dieu de l’ancestralité africaine est le « Dieu de nos ancêtres ». Tout homme passe par ses propres ancêtres de qui il a reçu la vie pour atteindre Dieu qui est source de toute vie. C’est pourquoi l’ancestralité est une religion essentiellement héréditaire qui ne cherche pas à convertir. Durant la vie terrestre, tout humain est en quête permanente de devenir ancêtre. Tous les hommes ne deviennent pas ancêtres. Devenir « ancêtre », c’est rester dans l’histoire de l’humanité comme une icône qui a incarné une ou des valeurs reconnues par le peuple en un moment donné de son histoire. C’est l’héroïsme de l’ancestralité incarné par des individualités à travers leur existence quotidienne comme porteuse des valeurs d’humanisme dans la société. Plus on est une icône pour l’humanité plus on s’approche du Dieu Innommable et on a la force vitale à communiquer aux humains.

## Ancestrologie
L'ancestrologie est un discours sur les ancêtres. Les ancêtres sont des mystiques qui ont laissé de bonne heure après leurs morts auprès des vivants le sentiment d’avoir vécu dans une certaine communion intime et véritable avec des ancêtres du clan, du peuple et avec l'Ancêtre des ancêtres. Ce sont des hommes et des femmes qui ont vécu une relation intime d’union avec des ancêtres du clan, du peuple et avec l'Ancêtre des ancêtres (Dieu). Ils ont été ainsi désignés en vertu de leur fidélité à la sacrée tradition pour manifester les actions et la volonté de l’Antérieur à tout, l’Ancien des anciens, le Premier des ancêtres, la source première de la vie, le Pur et le Purificateur des purificateurs. Les ancêtres se sont purifiés et le Purificateur les a purifiés de toute corruption et les a délivrés de l’assujettissement des passions de la vie du monde visible (inaccompli, inachevé, imparfait, …) pour les conduire vers la plénitude de la vie du monde invisible. Ces mystiques, à cause de leurs relations intimes d’union à Dieu, vivent en Dieu et partagent certains de ses secrets. Ils peuvent alors les communiquer aux hommes. Ils sont des véritables intermédiaires entre Dieu et les hommes. Ils sont entièrement dévoués à sa cause et sont devenus ses messagers auprès des hommes. Ce sont eux qui illuminent et gouvernent la vie des hommes.

## Cultes
L’ancestralité n’a pas de clergé constitué en un corps. La fonction sacerdotale est une des fonctions patriarcales qui revient au chef de la famille, du clan ou de la communauté. La fonction sacerdotale est exercée par tous ceux qui accomplissent un devoir religieux dans les temples, sanctuaires, bosquets sacrés etc. Les cultes sont célébrés en des moments forts de l’existence à travers des rites et des cérémonies riches en couleur : le culte de la lunaison (mémorial de renaissance permanente du cosmos), le culte des ancêtres (commémoration des ancêtres de la famille), le culte sacrificiel initiatique (le sacrifice d’initiation), le culte de réconciliation, les cérémonies des bénédictions, la célébration de la fertilité et de la reproduction etc. La liturgie de l’ancestralité est faite d’un chaînon de célébrations rituelles qui rythme la vie des sociétés africaines dans le temps.

### Les deux voies de quête de Dieu
Le Dieu est la source et la plénitude de la vie. En lui, il n’y a pas de mort car la mort est l’absence de la vie. Toute quête spirituelle est une démarche d’appropriation de la vie et d’une vie pleine. C’est pourquoi la quête de Dieu est une réponse de l’homme et de son désir d’avoir une vie pleine, une vie sans mort. La quête d'union à Dieu se fait par deux voies : la voie ascendante et la voie descendante. 
- La voie ascendante

Comme l’écrit Monsieur George Defour, par la voie ascendante, l’homme « s’élève vers Dieu par une réflexion sur lui-même et sur l’univers, par l’ascèse et la maîtrise de soi, par la lumière de la tradition humaine [...], par le rite de passage, au cours de l’initiation, dans la mort symbolique ; il arrive ainsi à une véritable mystique, à une véritable union avec Dieu ». Cette voie est appelée ascendante car l’homme cherche à atteindre Dieu par son effort personnel. C’est une quête de l’invisible à partir du visible afin de connaître les desseins de Dieu pour l’humanité. C’est pourquoi cette quête est une école pour toute la vie à travers des initiations. C’est le fondement des pratiques d’initiations à travers des confréries, des sociétés religieuses, des institutions et corporations que les anthropologues ont appelé les sociétés initiatiques. C’est le cas du Bwiti, du Mwiri, du Ndjèmbè, au Gabon, et de dyo pour les hommes (le Komo, le Kworè, le Nama, le Kono, le Nago, le Nya), de muso dyo pour les femmes chez les Bambara.
- La voie descendante

Par la voie descendante, l’homme cherche à atteindre l’union à Dieu en le faisant descendre sur lui jusqu’à se laisser posséder par lui. La preuve de certitude d’union à la divinité est de se laisser habité par elle. Or l’homme ne peut entrer en relation avec Dieu sans la médiation des ancêtres et des esprits, habitants du monde invisible. L’union à Dieu, c’est entrer en relation intime avec Dieu. C’est faire descendre le monde invisible en ce monde visible. Cette voie est appelée descendante car l’homme cherche à ramener le monde invisible (Dieu, les ancêtres et les esprits) vers le monde visible (celui des vivants selon l’ordre hiérarchique). 
L’homme cherche atteindre Dieu en faisant appel aux intermédiaires qui sont les ancêtres et les génies ou esprits. L’univers est un tout organisé avec une stratification de puissances spécialisées où le monde invisible influe sur le monde visible et vice versa, et la hiérarchisation des êtres donne plus de capacité d’action aux êtres plus élevés dans la hiérarchie sur les moins élevés. C’est pourquoi les vivants implorent la bienveillance des défunts, des ancêtres et des esprits. S’unir à Dieu, c’est chercher à connaître ses volontés c’est-à-dire ses desseins d’amour pour l’humanité. Connaître la volonté de Dieu, c’est percer le mystère du monde invisible. Comme le Dieu de l’ancestralité est un Dieu transcendant, l’homme ne peut connaître la volonté de Dieu que par les ancêtres et les esprits qui sont dans le monde invisible avec lui. C’est pour quoi l’homme cherche à entrer dans l’univers de secrets du monde invisible à travers les intermédiaires qui sont les ancêtres et les esprits. Ce sont ces intermédiaires qu’on appellent « vodou », « loa », « muzimu », « musumbu », « bokali ». 
Cette union à Dieu par la possession présente un danger réel à cause du caractère manichéen des croyances religieuses de l’ancestralité. Chez les esprits, il y a des esprits bons et mauvais, des esprits bénéfiques et maléfiques. Pour cela, il faut bien distinguer la possession bénéfique de la possession maléfique. La possession bénéfique est celle « par laquelle la puissance invisible exalte, enrichit, métamorphose le possédé », et la possession maléfique est celle par laquelle le sujet est envahi par une puissance hostile, dangereuse ». Seule la possession bénéfique révèle la vérité, la volonté de Dieu car le possédé est habité par l’esprit bon, l’esprit qui provient de Dieu. La possession maléfique est celle de l’esprit mauvais, l’esprit du diable ou de ses partisans ; il ne fait que diviser, détruire et nuire les humains. La possession maléfique ne peut révéler que des mensonges, des faussetés ; elle ne rassemble guère les vivants mais les divise et ruine la communion. Ainsi « aucune démarche importante ne peut être faite, aucun événement important ne peut être saisi dans sa signification profonde sans consultation de l’ancêtre ou du Vodû (esprit) qui doit en être la cause. C’est ici qu’intervient la recherche de la Parole révélatrice de cette volonté qui doit guider celle de tout humain ». C’est là où est venu l’art de divination.
Le monde invisible a aussi des sentiments à l’instar des humains. Il encourage et congratule les humains lorsqu’ils font du bien et les châtie lorsqu’ils font du mal. Lorsque les ancêtres et les esprits sont en colère, ils dévoilent leur colère en envoyant aux humains une série de calamités (maladies, accidents, intempéries, etc.) ou par des possessions de dénonciation. C’est par des rites et des sacrifices divers que les vivants arrivent à distinguer les possessions bénéfiques des possessions maléfiques. 
Les voies de la mystique africaine sont caractérisées par : l’anthropocentrisme où l’initiative mystique a l’homme comme origine et finalité (l’homme est au centre de la mystique) ; l’immédiateté du salut où le salut comme finalité de la mystique n’est pas à venir mais à vivre dans le temps présent parce que le salut est la victoire de la vie sur la mort (le salut est une visée à atteindre) ; la quête de l’incorporation dans la communauté des « ancêtres » qui communient à la plénitude de la vie en Dieu (communion avec Dieu).

## Histoire
L'histoire de l'ancestralité peut être divisé en quatre périodes : la période classique, la période des épousailles, la période de persécution, la période néoclassique.